# 三明治夹芯结构
三明治夹芯结构，是一种特殊的复合材料结构类型，三明治夹芯结构是通过在重量轻而相对厚一点的芯材两侧贴上两层薄而坚固又有刚度的面板所组成。三明治夹芯结构有着典型的轻重量、高刚性和高强度特征。

## 介绍
当三明治夹芯结构承受弯曲载荷时，其工作原理从某种意义上来说类似于工字钢，工字钢翼板（正如三明治夹芯结构的面板）承载平面压缩和拉伸荷载，而工字钢腹板承受剪切载荷（正如结构三明治夹芯结构的芯材）。像使用传统的工字钢一样，当上下面板之间的距离被进一步分开，结构就能获得更大比例的刚性。较厚的芯材能达到同样的效果，但它也能提供一个总体的低比重，这就获得了高刚度-重量比。三明治夹芯结构在具有在保持力学性能的同时显著减轻重量的能力。减重带来许多好处，包括增加的行程、更大的载荷和降低的油耗。所有这些都对成本和减少对环境的冲击有着积极的影响。因此，在三明治夹芯复合材料的应用变得越来越广泛。

## 特点
三明治夹芯复合材料除了具有较高的刚度-重量比之外，还可以通过选择不同的芯材和面板来实现不同的功能。
- 阻燃、低烟、无毒（FST）

在公共汽车、火车和飞机这类人员高度密集的地方，通过选用适合的芯材（例如AIREX PET泡沫等）可以实现三明治夹芯复合材料的特殊功能——阻燃、低烟和无毒。一些结构芯材因为具有特殊的结构及原料特点，因此可以在保证无毒的基础上实现自我熄灭功能；而隔热聚合物芯材通常由微孔结构构成，在这些微孔中充满了空气从而实现隔热、隔冷效果。
- 隔音

同样基于微孔结构，当芯材选用合适的材料时，可以实现三明治夹芯复合材料具有良好的隔音效果。这在高铁、航空等领域的应用已经非常广泛了。
- 耐腐蚀

三明治夹芯结构复合材料的面板通常可以选用一些刚性相对较差但具有良好的抗冲击、耐腐蚀性能的材料，例如玻璃钢。以游艇壳体为例，通过选用以玻璃钢为面板，以AIREX PET泡沫或巴沙轻木（BALTEK木）为芯材的三明治夹芯结构复合材料，不仅可以使游艇壳体在高盐、高腐蚀的情况下具有良好的寿命，还能实现隔热、抗冲击、防火等各项性能。这使三明治复合材料成为船舶和海底结构应用的理想选择。
- 介电性质

一些芯材材料具有卓越的介电性质。这使得它们可以隔断无线电波的干扰——这一特点可以用于设计和建造雷达罩、雷达设备的球形遮蔽物或X光设备。

## 组成
最典型的三明治夹芯结构复合材料通常由面板、芯材、胶合层组成。
- 面板

面层承载三明治夹芯结构中的拉伸和压缩应力。局部的抗弯刚度往往小到可忽略不计。像钢、不锈钢、铝、玻璃钢这样的传统材料常被用于面层材料，随着碳纤维的高速发展，如今碳纤维也已经是三明治夹芯结构复合材料的主要选择之一。
- 芯材

芯材的作用是支撑的面板使它们不会产生向内或向外的弯曲（变形），并将它们彼此保持在相应的位置。芯材由于通常密度较低，因此夹层结构材料与能承担同等载荷的非夹层结构材料相比，质量大为减轻；芯材还有一个作用，它的加入扩大了两个面板间距，而面板间距越大，整个夹层结构材料截面惯性矩越大，因此其整体强度会得到一定提升，因此芯材通常还需具备较好的抗剪切强度。
- 胶合层

为了使面层和芯材之间相互配合，面层和芯材之间的胶黏剂必须能传导它们之间的剪切力。胶黏剂必须能承载剪切和拉伸应力，胶合层通常由树脂组成。